# Anacanthobatis americanus
Anacanthobatis americanus är en rockeart som beskrevs av Bigelow och Schroeder 1962. Anacanthobatis americanus ingår i släktet Anacanthobatis och familjen Anacanthobatidae. IUCN kategoriserar arten globalt som otillräckligt studerad. Inga underarter finns listade i Catalogue of Life.